# Ebba Munck af Fulkila
Ebba Munck (Jönköping, 24 de octubre de 1858-Estocolmo, 16 de octubre de 1946), condesa Bernadotte de Wisborg, esposa del príncipe Óscar de Suecia. Fue conocida después de su matrimonio como Ebba Bernadotte.

## Biografía
Era hija del coronel Carl Jacob Munck af Fulkila y de su esposa, la baronesa Henrika Ulrika Antoinetta Cederström. Ebba pertenecía a los Munck af Fulkila, una familia aristócrata sueca de bajo perfil con orígenes en Finlandia. Entró a servir como dama de la corte de la entonces princesa heredera Victoria. Por medio de su trabajo en la corte sueca conoció al príncipe Óscar, duque de Gotland, con quien se casó el 15 de marzo de 1888 en Bournemouth, Inglaterra. El matrimonio no contó con la aprobación del rey Óscar II de Suecia, por tratarse Ebba de una mujer sin parentesco con alguna realeza europea.
Por ese motivo, Ebba no emplearía nunca el título de duquesa de Gotland, dignidad que le fue arrebatada por el rey a su marido. En resarcimiento, el matrimonio recibió el nuevo título de príncipes Bernadotte, y aunque ellos formaron parte de la familia real sueca, sus hijos fueron excluidos y no contarían con la dignidad de príncipes.
Tuvo cinco hijos:
- Condesa María Sofía Bernadotte de Wisborg (1889-1974).
- Conde Carlos Óscar Bernadotte de Wisborg (1890-1977).
- Condesa Ebba Sofía Bernadotte de Wisborg (1892-1936).
- Condesa Elsa Victoria Bernadotte de Wisborg (1893-1996).
- Conde Folke Bernadotte de Wisborg (1895-1948).

- Datos: Q4346031
- Multimedia: Ebba Bernadotte / Q4346031